# Anna Sophia Torck
Anna Sophia Torck († 14. März 1676) war Äbtissin im Stift Nottuln.

## Leben

### Herkunft und Familie
Anna Sophia Torck wurde als Tochter des Domherrn Johann Asbeck Torck zu Asbeck und Vorhelm († 1639) und dessen Gattin Elisabeth von Eyll geboren. Ihre Halbschwester Sybilla war mit Melchior von Büren verheiratet, und deren Tochter Elisabeth Wilhelmina wurde Annas Nachfolgerin im Amt der Äbtissin. Annas Onkel Johann Torck (1558–1638) war Domherr in Münster.

### Werdegang und Wirken
Am 4. Dezember 1636 wurde Anna Sophia für die Präbende der verstorbenen Elisabeth Agnes Droste zu Senden nominiert.
1644 kamen von verschiedenen Seiten Bemühungen in Gang, als Nachfolgerin der verstorbenen Äbtissin Maria Clara von Spaur die Gräfin Claudia Seraphica von Wolkenstein-Rodenegg einzusetzen, aber die Nottulner wehrten sich gegen diese Bestrebungen. Am 24. Januar 1645 wurde die neue Äbtissin gewählt. Von den 14 Kapitularinnen entschieden sich 10 für Anna Sophia, die eine Woche zuvor zur neuen Dechantin gewählt worden war. Am 27. Januar erhielt das Domkapitel Mitteilung über den Wahlausgang, wobei Kurfürst Ferdinand die Wahl am 30. März bestätigte.
Am 2. Dezember 1645 übernahm Anna Sophia die Abtei, während die feierliche Amtseinführung am 15. Mai 1646 stattfand. Durch den Domherren Matthias Korff wurde sie am 11. August 1649 aufgeschworen. Mit sieben anderen Stiftsdamen trat sie am 2. Oktober 1652 dem Billerbecker Kaland, einer Fürsorgeeinrichtung, bei.
Am 24. Mai 1664 resignierte sie zugunsten der Isabella Dorothea von Rhede zu Brandlecht und machte am 8. Juni 1667 auf Haus Stapel ihr Testament. Darin legte sie fest, dass 200 Reichstaler für ihre Memorie zu verwenden seien. Die Jesuitenschule Coesfeld sollte 1000 Reichstaler erhalten. Ihr Haus in Nottuln erbte ihre Nachfolgerin Elisabeth Wilhelmina von Büren. In einem Kodizill von 1669 legte sie fest, dass ihre Nichte ihr Haus erhalten sollte.
Bei ihrer Bestattung am 23. März 1676 war ihr Neffe Johann Rotger Torck (Domdechant von 1674 bis 1686) anwesend.